# Christus (oratorio)
Il Christus è il terzo oratorio in tedesco di Felix Mendelssohn, su libretto di Christian Karl Josias von Bunsen, iniziato e lasciato incompiuto nel 1847, anno della morte del compositore.
L'opera doveva essere divisa in tre parti:
- La nascita di Cristo
- La passione di Cristo
- La resurrezione di Cristo

I frammenti pervenutici si riferiscono alla prima e alla seconda parte; rimangono soltanto i recitativi e i cori. L'opera era concepita come conclusione della "trilogia" degli oratori mendelssohniani, che, seppur non composti secondo la cronologia biblica, formano un'unione fra il Vecchio ed il Nuovo Testamento. Sono, infatti, il Paulus, su San Paolo, l'Elias, sul profeta Elia, e l'incompleto Christus.
L'intento teologico di Mendelssohn era la fusione fra Giudaismo e Cristianesimo, in conformità con la figura stessa del compositore, ebreo di natali, ma battezzato nel 1816.

## Organico
Soprano, tenore, due bassi, coro misto. Orchestra composta da: due flauti, due oboi, due clarinetti, due fagotti, due corni, due trombe, tre tromboni, timpani, archi